# Entoderma

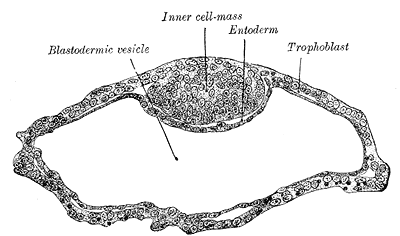
Przekrój zarodka

Entoderma, endoderma (łac. entodermis, z gr. éndon wewnątrz, dérma skóra) – wewnętrzny listek zarodkowy, warstwa komórek powstająca w rozwoju zarodkowym zwierząt w trakcie różnorodnie zachodzącej gastrulacji. W procesie histogenezy i organogenezy rozwija się z niej głównie środkowy odcinek układu pokarmowego (jelito pierwotne u kręgowców), a u zwierząt wyżej uorganizowanych m.in.: nabłonek płuc, gruczoły przewodu pokarmowego, niektóre gruczoły dokrewne (tarczyca i przytarczyce) oraz krtań, tchawica i płuca, pęcherz moczowy, cewka moczowa i gruczoł krokowy.